# اچ‌ام‌اس وهاتلاند
اچ‌ام‌اس وهاتلاند (به انگلیسی: HMS Wheatland) یک کشتی بود. این کشتی در سال ۱۹۴۱ ساخته شد.